# 富蘭克林縣 (維吉尼亞州)
富蘭克林縣（英語：Franklin County）是美國維吉尼亞州南部的一個縣。面積1,873平方公里。根據美國2000年人口普查，共有人口47,286人。縣治落磯芒特（Rocky Mount）。
成立於1785年。縣名紀念美國開國元勳之一本傑明·富蘭克林。